# Disparoneura apicalis
Disparoneura apicalis – gatunek ważki z rodziny pióronogowatych (Platycnemididae). Endemit Ghatów Zachodnich w południowo-zachodnich Indiach, stwierdzony w stanach Kerala i Karnataka.